# Dioscorea keduensis
Dioscorea keduensis är en enhjärtbladig växtart som beskrevs av Isaac Henry Burkill och Cornelis Andries Backer. Dioscorea keduensis ingår i släktet Dioscorea och familjen Dioscoreaceae. Inga underarter finns listade i Catalogue of Life.